# Регул Африканский

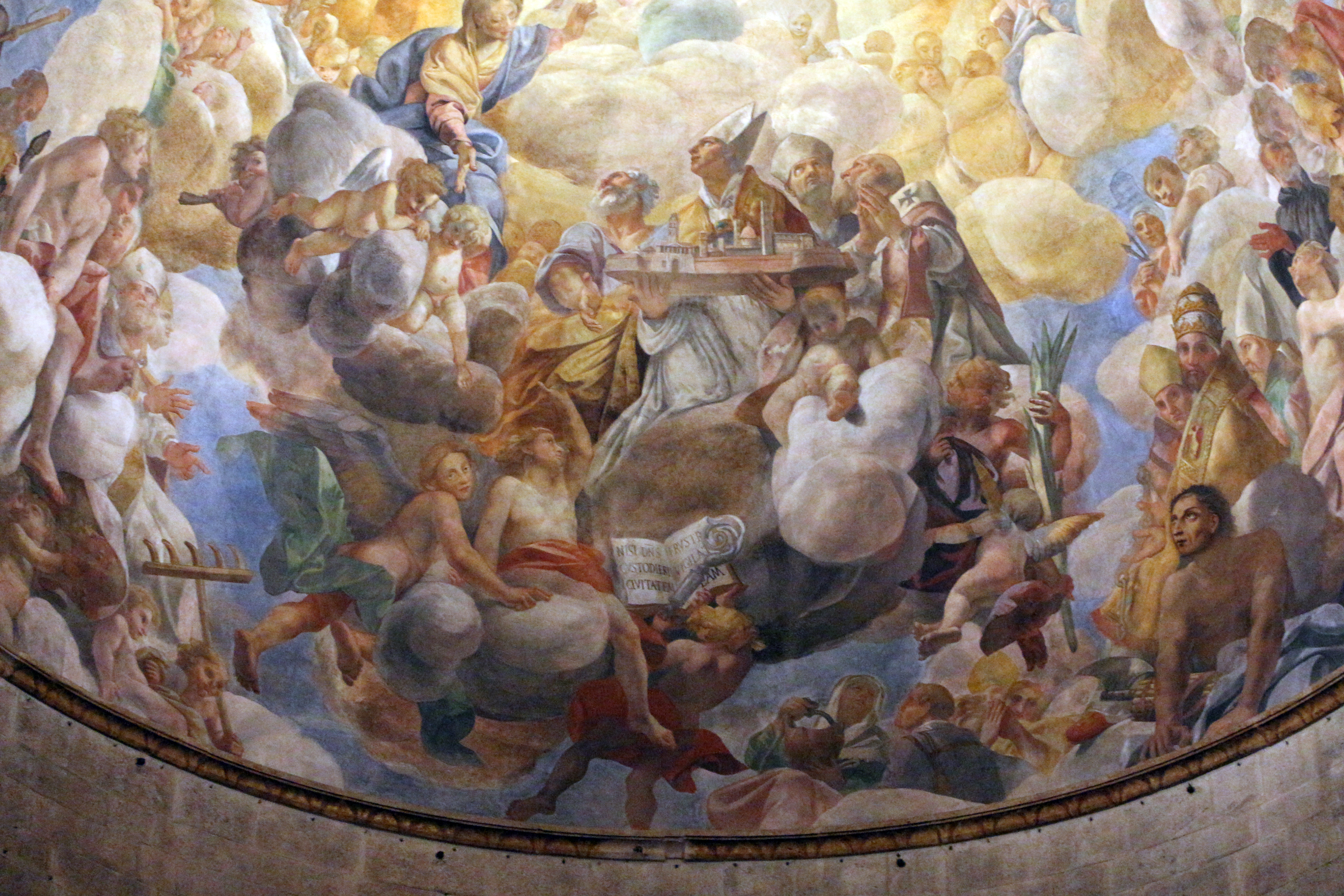
Джованни Коли и Filippo Gherardi, Gloria di san Regolo, фреска апсиды собора в Лукке, 1681 год

Регул (лат. Regulus; казнён в 545) — епископ, мученик (день памяти — 1 сентября).
Святой Регул был родом из Африки. Гонимый из родных краёв при короле Тразамунде вместе с иными 220 епископами во время преследования христиан местными вандалами, он со святыми Феликсом и Цербонием прибыл в Италию, где поселился в области Тоскана, в Популонии (нынче Пьомбино). Там он был умучен остготами во времена правления арианского короля Тотилы.